# Robert Bellefeuille
Pour les articles homonymes, voir Bellefeuille.
Robert Bellefeuille, né en 1957 à Alexandria (Ontario), est un dramaturge, acteur et metteur en scène franco-ontarien.

## Biographie
Bachelier en théâtre et en lettres françaises de l'Université d'Ottawa et diplômé du Conservatoire d'art dramatique de Québec, Robert Bellefeuille est directeur général et artistique du Théâtre de la Vieille 17, de 1979 à 2006 une compagnie de théâtre professionnel franco-ontarienne d'Ottawa qui contribue de façon significative à la vitalité de la dramaturgie franco-ontarienne.
Il habite actuellement Montréal au Québec.

## Thématique et esthétique
La pièce Les murs de nos villages (1993) est une version augmentée d'un spectacle présenté dix ans plus tôt. Cette création collective du Théâtre de la Vieille 17 traduit, au travers de trente tableaux de la vie quotidienne dans un village franco-ontarien situé près du Québec, l'enracinement ancestral, l'hommage aux bâtisseurs du pays, les conflits entre générations, la migration de la jeunesse et l'omniprésence de la culture anglo-saxonne. Par sa forme et son sujet, cette pièce est représentative de la période de l'identité et de la survivance de la littérature franco-ontarienne des années 1970 à 1990.

## Œuvres

### Dramaturgie
- 1985 - Les Rogers avec Jean Marc Dalpé et Robert Marinier, Éditions Prise de parole.
- 1993 - Les murs de nos villages avec le Théâtre de la Vieille 17, Sudbury, Éditions Prise de parole, 211 p.
- 2000 - Mentir avec Louis-Dominique Lavigne, Éditions Prise de parole.
- 2007 - La parole et la loi avec Théâtre de la Corvée, Éditions Prise de parole.
- 2007 - Le nez avec Isabelle Cauchy, Éditions Prise de parole.
- 2011 - La machine à beauté, Éditions Prise de parole.
- Le grand voyage de Petit Rocher, avec Chantal Lavallée
- 1999 - Exils avec Philippe Soldevila et Marcia Babineau[3]

### Mise en scène
- L’homme invisible/the invisible man de Patrice Desbiens
- Maîta d’Esther Beauchemin
- L’inconception de Robert Marinier
- Neiges de Michel Garneau
- La Dame aux camélias de René de Ceccaty, d’après l’œuvre d’Alexandre Dumas fils
- L’opéra de quat’sous de Brecht dans une adaptation de René-Daniel Dubois
- Edmond Dantès et Le Comte de Monte-Cristo d’Alexandre Dumas père
- Avec Norm de Serge Boucher
- Jouliks de Marie-Christine Lê-Huu
- Caravansérail de Robert Claing
- Vincent River de Philip Ridley
- L’eau qui danse, la pomme qui chante et l’oiseau qui dit la vérité de Gilles Tremblay
- Willy Graf de Michel Ouellette avec Marcia Babineau[4]

### Comédien
- Épinal (Robert Marinier)
- Lucky Lady (Jean Marc Dalpé)
- Poor Superman (Brad Fraser)
- La Trilogie des Dragons (collectif, mis en scène par Robert Lepage).